# قشلاق صوفيلار حميد
قشلاق صوفيلار حميد هي قرية في مقاطعة بارس أباد، إيران. عدد سكان هذه القرية هو 31 في سنة 2006.